# Anthony Johnson
Anthony Kewoa Johnson (født 6. marts 1984 i Dublin, Georgia i USA, død 13. november 2022) var en amerikansk MMA-udøver, der senest konkurrerede i light heavyweight-divsionen i Ultimate Fighting Championship (UFC). Han var kendt for sin brutale knockoutkraft og skræmmende tilstedeværelse inde i octagonen. Før han trak sig tilbage, var han rangeret som første light heavyweight-udfordrer på den officielle UFC-rangliste, og blev rangeret som nummer 2 i verden af Sherdog og ESPN. Han havde også fleste 'sub-minute' KO-sejre i UFC's historie. Han optrådte i filmen Warrior fra 2011, som en kæmper ved navn Orlando "Midnight".

## Tidlige liv
Anthony Kewoa Johnson blev født i Dublin i Georgia i USA. Han blev opfostret af sine bedsteforældre, der formelt adopterede ham i en alder af 2.  Tidligt i sit var hans helt sin bedstefar og fodboldspilleren Walter Payton. Han gik på West Laurens High School og derefter på Lassen College i Susanville, Californien på et bryde-stipendium, og blev junior college national wrestling champion. Efter college arbejdede han som dørmand og startede til MMA i en alder af 20 år, efter at en ven foreslog det på grund af hans bryde-baggrund.

## MMA-karriere

### Ultimate Fighting Championship
Han fik sin UFC- debut på UFC Fight Night 10 og knockoutede Chad Reiner bare tretten sekunder ind i første omgang. Han havde taget kampen med mindre end en uges varsel, idet han erstattede en såret Steve Bruno, der havde meldt afbud på grund af en skade. Han blev også set i en tidligere video til The Ultimate Fighter, hvor han prøvede at komme med i 6. sæson, men af ubestemte grunde ikke blev en del af showet.
Johnson vendte tilbage til octagonen i begyndelsen af 2011. Han mødte Dan Hardy den 26. marts 2011 på UFC Fight Night 24. Johnson brugte overlegen brydning og kontrollerede Hardy hvor han vandt en enstemmig afgørelse
Johnson forventedes at møde Nate Marquardt i hvad der ville have været hans første hovedkamp den 26. juni 2011 på UFC på Versus 4, men blev tvunget ud af kampen på grund af en skade og erstattet af Rick Story.
Johnson mødte Charlie Brenneman på UFC på Versus 6. Han vandt kampen via første-omgangs-KO og blev tildelt Knockout of the Night-bonusprisen.

### Titan Fighting Championships
Efter at være blevet frigivet fra UFC, kæmpede Johnson mod UFC-veteranen David Branch på Titan Fighting Championships 22. Johnson vandt kampen via enstemmig afgørelse (30-27 på alle dommerstemmer).
Johnson fik sin light-heavyweight-debut på Titan Fighting Championships 24 mod den tidligere King of the Cage Super Heavyweight-mester Esteves Jones. Johnson vandt via TKO efter bare 51 sekunder inde i anden omgang.

### Uafhængige organisationer
Johnson kæmpede mod Jake Rosholt på Xtreme Fight Night 9. Johnson vandt kampen via TKO via et hovedspark i anden omgang.

### World Series of Fighting
Johnson mødte Bellator-veteranen DJ Linderman på WSOF 1 den 3. november 2012. Han vandt kampen via KO i første omgang.

### Tilbagevenden til UFC
Den 4. februar 2014 blev det meddelt, at Johnson havde underskrevet en fire-kamps-aftale om at vende tilbage til UFC.
I sin comebackkamp kæmpede han i light heavyweight.   Han mødte den toprangerede light-heavyweight kæmper Phil Davis i co-main-arrangementet på UFC 172.  På trods af at han var en næsten 3-til-1-underdog, var Johnson vellykket i sin tilbagevenden og besejrede Davis via enstemmig afgørelse efter at dominere alle tre omgange af kampen. 
Johnson mødte herefter Antônio Rogério Nogueira i co-main-begivenheden den 26. juli 2014 på UFC på Fox 12.  Han vandt kampen via KO efter bare 44 sekunder ind i første omgang.  Sejren tildelte ligeledes Johnson sin første Performance of the Night bonuspris. 

#### Karantæne fra UFC og tilbagevenden
Den 19. september 2014 kom det frem via nyhederne, at Johnson var mistænkt for vold i hjemmet mod moren til sine to børn. Kort efter påstod Johnson at han var uskyldig. På grund af mistanken offentliggjorde UFC en udmelding om, at Johnson havde fået karantæne på ubestemt tid, indtil sagen blev undersøgt. Den 6. november 2014 ophævede UFC, Johnsons karantæne efter at sagen blev afskediget og han blev derfor tilladt at kæmpe igen.
Johnson kæmpede mod Alexander Gustafsson den 24. januar 2015 ved UFC på Fox 14 med løftet om at vinderen ville få en titelchance mod Jon Jones. Johnson vandt den ensidige kamp via TKO i første omgang og blev den første til at stoppe Gustafsson via slag. Sejren tildelte ligeledes Johnson sin anden Performance of the Night bonuspris.
Johnson skulle have mødt Jon Jones den 23. maj 2015 på UFC 187. Men den 28. april blev det meddelt, at Jones var blevet frataget UFC Light heavyweight-titl og suspenderet på ubestemt tid. Johnson mødte i stedet Daniel Cormier om den ledige UFC Light heavyweight-titel. I begyndelsen af første omgang blev Johnson den første mand til at slå Cormier ned i en MMA kamp, men Johnson fortsatte med at tabe de efterfølgende omgange og blev til sidst submitted via rear naked choke.
Johnson skulle have mødt Jan Błachowicz den 5. september 2015 på UFC 191. Imidlertid blev Johnson trukket fra kampen den 30. juli til fordel for en kamp mod Jimi Manuwa på arrangementet. Efter at have domineret den første omgang med sin brydning, vandt Johnson via knockout tidligt i anden omgang.  
Johnson mødte Ryan Bader den 30. januar 2016 ved UFC på Fox 18.  Bader gik næsten straks efter en nedtagning, hvilket Johnson forsvarede. Bader gik herefter efter en kimura fra ryggen, men Johnson forsvarede sig igen, før han flyttede til mount-position og vandt via knockout. Sejren tildelte Johnson hans fjerde Performance of the Night-bonuspris. 
Johnson skulle have mødt Glover Teixeira den 23. juli 2016 på UFC på Fox 20, men blev taget af programmet på grund af uafklarede årsager.  Kampen blev ombooket og fandt til sidst sted på UFC 202.  Johnson besejrede Teixeira ved at knockoute ham 13 sekunder inde i første omgang og blev tildelt sin femte Performance of the Night-bonuspris.  
En revanchekamp med den nuværende mester Daniel Cormier var planlagt til at finde sted den 10. december 2016 på UFC 206. Cormier trak sig imidlertid ud af kampen den 25. november på grund af en skade, og som følge heraf blev Johnson fjernet fra programmet. Kampen blev ombooket og fandt til sidst sted den 8. april 2017 på UFC 210.  Johnson tabte kampen via submission i anden omgang, da han forsøgte at bryde mod Cormier i løbet af kampen; en beslutning, der frustrerede hans hjørne. Efter kampen meddelte Johnson at han han pensionerede sig fra MMA og kampsport med det samme.  
I 2017 skiftede Johnson til Combat Sports, en åben træningsklub og CSMMA, efter at Blackzilians ophørte med at operere på tværs af Florida-området. 

## Privatliv
Efter at have trukket sig fra MMA, lancerede Johnson et CBD olieselskab, Competitive Body Development. I begyndelsen af 2019 blev Johnson udnævnt til leder af fighter relations for Bare Knuckle Fighting Championships.
Johnson blev anholdt den 5. maj 2019 i Boca Raton, Florida efter en hændelse med sin kæreste. Johnsons kæreste hævder at Johnson under et skænderi vredt løftede hende op og bragte hende ind i et andet værelse. Hun påstod at være bange for sin sikkerhed og ringede derfor til politiet. Politifolk ankom og anholdte Johnson og han blev kørt til Palm Beach County fængsel og sigtet for vold i hjemmet. Johnson blev derefter løsladt fra fængslet timer senere på den betingelse at han ville møde op i fremtidige domstole.  Den 15. maj blev det afsløret, at Johnson nægtede sig skyldig i sagen.

## Mesterskaber og resultater

### Amatørbrydning
- National Junior College Athletic Association
  - Junior College National Champion 174   lb - repræsenterede Lassen Community College (2004)

### MMA
- Ultimate Fighting Championship
  - Fight of the Night (1 gang) vs. Josh Koscheck
  - Knockout of the Night (to gange) vs. Kevin Burns og Charlie Brenneman
  - Performance of the Night (5 gange) vs. Antônio Rogério Nogueira, Alexander Gustafsson, Jimi Manuwa, Ryan Bader og Glover Teixeira

## MMA-rekordliste
| Professionel rekordliste |          |            |
| 28 kampe                 | 22 sejre | 6 nederlag |
| Via knockout             | 16       | 1          |
| Via submission           | 0        | 5          |
| Via dommerafgørelse      | 6        | 0          |